# (128633) Queyras
(128633) Queyras est un astéroïde de la ceinture principale.

## Description
(128633) Queyras est un astéroïde de la ceinture principale. Il fut découvert le 8 septembre 2004 à Saint-Véran par l'Observatoire de Saint-Véran. Il présente une orbite caractérisée par un demi-grand axe de 3,43 UA, une excentricité de 0,05 et une inclinaison de 6,5° par rapport à l'écliptique.

## Compléments